# Graciano, o Velho
Graciano, o Velho (em latim: Gratianus Funarius ou Gratianus Major) foi um soldado ilírio do Império Romano que viveu no século IV e foi pai dos imperadores romanos Valentiniano I e Valente, fundadores da dinastia valentiniana.

## Vida
Graciano era oriundo da cidade de Cíbalas (moderna Vinkovci, na Croácia), na porção sul da Panônia Segunda, possivelmente na década de 280. Em sua juventude, recebeu o cognome "Funário", que significa "homem da corda", quando trabalhou como vendedor de cordas. Juntou-se ao exército e ascendeu rapidamente até se tornar protetor doméstico (protector domesticus) durante o reinado de Constantino, o Grande. Um protetor doméstico chamado "...atianus" aparece em evidências epigráficas em Salona (moderna Split, na Croácia) da mesma época, o que levou alguns a defenderem que Graciano esteve estacionado lá. O primeiro cargo independente de Graciano foi de tribuno, provavelmente no exército de Constantino. No final da década de 320 ou no início da seguinte, foi feito conde (comes) da África, possivelmente para supervisionar a defesa da fronteira. Contudo, Graciano foi logo acusado de apropriação indébita e forçado a se aposentar.
No início da década de 340, foi reconvocado e tornou-se conde da Britânia, provavelmente para comandar uma unidade de comitatenses sob a liderança de Constante I em sua campanha na região no inverno de 342 ou 343, Depois que sua carreira militar terminou, Graciano retornou para sua terra natal e abandonou a vida pública.
Durante sua aposentadoria, o imperador Constâncio II (r. 337–360) confiscou todas as suas propriedades por suspeitar que ele teria apoiado o usurpador Magnêncio (r. 308–312). Ainda assim, Graciano ainda era popular no exército e essa popularidade pode ter contribuído para a vitoriosa carreira de seus filhos. Quando um deles, Valente, tornou-se imperador, em 364, o Senado, em Constantinopla, ordenou que fosse erigida uma estátua de latão em sua homenagem.